# Arctosa maderana
Arctosa maderana Roewer, 1960 è un ragno appartenente alla famiglia Lycosidae.

## Etimologia
Il nome proprio della specie deriva dall'isola portoghese di Madeira.

## Caratteristiche
L'epigino è piatto, di forma leggermente pentagonale sul dietro, sul davanti è triangolare, con due sottili setti mediani. I cheliceri sono di colore marrone scuro, più pallido nella parte frontale.
Le femmine hanno il bodylenght (prosoma + opistosoma) di 15 millimetri (7 + 8).
I maschi hanno il bodylenght (prosoma + opistosoma) di 12 millimetri (6 + 7).

## Distribuzione
La specie è stata reperita sull'isola di Madeira, possedimento portoghese al largo dell'Oceano Atlantico.

## Tassonomia
Al 2016 non sono note sottospecie e dal 1960 non sono stati esaminati nuovi esemplari.